# Пластична анатомія
Пластична анатомія — вивчення конструкції тіла за допомогою зображення його форм.
Елементарного уявлення про форму кісток, про конструкцію окремих суглобових зчленувань, про роботу м'язів і зв'язувань досить, щоб викладач мав можливість за допомогою ряду спеціальних вправ у нарисах і короткострокових малюнках поступово підвести учнів до вивчення фігури людини.
За допомогою спеціальних вправ у нарисах та коротких замальовках учень ознайомлюється з конструктивною основою людського тіла — скелетом. Скелет — дуже складний механізм, що містить різні кісткові важелі, які зв'язані між собою з'єднаннями (суглобами різних типів, що зв'язані м'язами й сухожиллями).
Роз'єднуючи кістки в суглобах (за принципом вивчення «від загального до часткового…») і розглядаючи їх окремо, студент бачить більшу різноманітність їх форм залежно від функціонального призначення.
Довгі кістки, в яких поздовжній розмір значно більший за поперечний, є важелями, що приводяться в рух м'язами. До них належать кістки стегна, гомілки, передпліччя, плеча й ключиці. Їх трубчаста, порожниста будова створена природою для більшої міцності при одночасному полегшенні маси.